# モモンガ

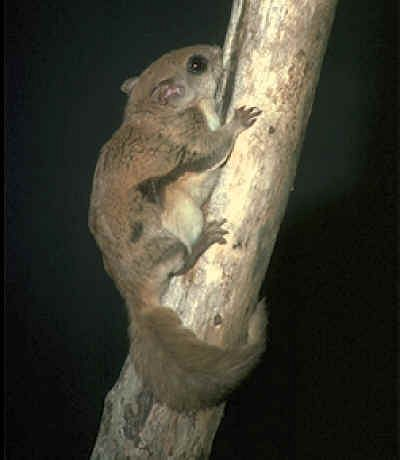
木に登るモモンガ

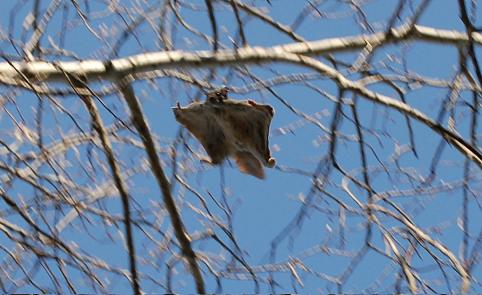
滑空するモモンガ

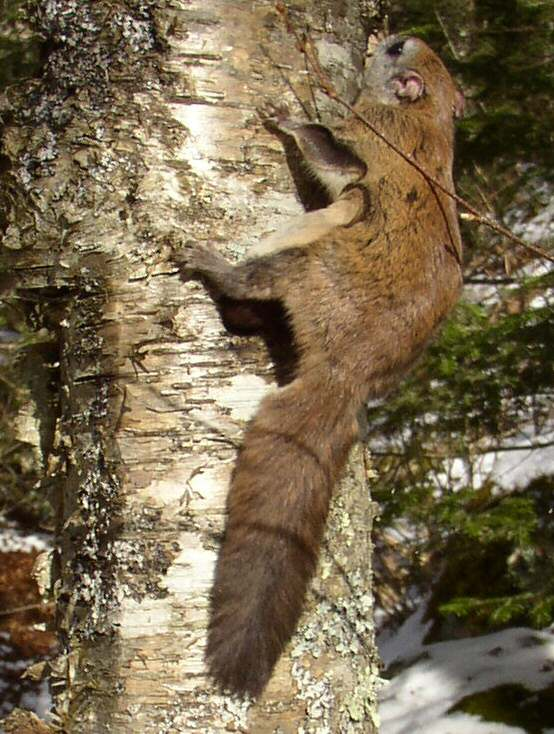
木に登るオオアメリカモモンガ

モモンガ（摸摸具和）は、ネズミ目（齧歯目）リス科リス亜科モモンガ族に属する小型哺乳類の総称。滑空によって飛翔する性質を持つリスの仲間。また、狭義には特に、ニホンモモンガ (Pteromys momonga) を指す。
前脚から後脚にかけて張られた飛膜を広げて滑空する。ニホンモモンガは、体長14-20cm、尾長10-14cm、体重150-220gで、体重1500gまでに大きくなるムササビよりはるかに小さい。
樹上性のリスや、より大型のムササビ類とともにリス亜科を構成する。なお、フクロモモンガやウロコオリスは名前や形態が似ているが、リス科ではない。
夜行性で日中は樹洞等に潜む。

## 分類
リス亜科 (Sciurinae) モモンガ族 (Pteromyini) に分類される。モモンガ族は、Thorington (2002)、霍野 (2007) などにより、しばしば別の亜科（モモンガ亜科）とみなされてきたが、Steppan (2006) によると、リス亜科の1族とされている 。
- モモンガ族 Pteromyini - 15属、約45種
  - ミゾバムササビ属 Aeretes
    - ミゾバムササビ Aeretes melanopterus

  - クロムササビ属 Aeromys
    - クロムササビ Aeromys tephromelas
    - トマスクロムササビ Aeromys thomasi

  - ケアシモモンガ属 Belomys
    - ケアシモモンガ Belomys pearsoni

  - ナムダファモモンガ属 Biswamoyopterus
    - ナムダファモモンガ Biswamoyopterus biswasi

  - ウーリームササビ属 Eupetaurus
    - ウーリームササビ Eupetaurus cinereus

  - アメリカモモンガ属 Glaucomys
    - アメリカモモンガ Glaucomys volans
    - オオアメリカモモンガ Glaucomys sabrinus

  - ムササビ属 Petaurista
    - カオジロムササビ Petaurista alborufus
    - シロフムササビ Petaurista elegans
    - ホジソンムササビ Petaurista magnificus
    - Bhutan Giant Flying Squirrel Petaurista nobilis
    - Indian Giant Flying Squirrel Petaurista philippensis
    - Chinese Giant Flying Squirrel Petaurista xanthotis
    - ホオジロムササビ（ムササビ） Petaurista leucogenys
    - オオアカムササビ Petaurista petaurista

  - モモンガ属 Pteromys
    - タイリクモモンガ Pteromys volans
      - エゾモモンガ Pteromys volans orii

    - ニホンモモンガ Pteromys momonga
    - ゴリュウモモンガ Pteromys wulungshanensis

  - アカハラモモンガ属 Iomys
    - アカハラモモンガ Iomys horsfieldi

  - クサビオモモンガ属 Hylopetes
    - ソメワケクサビオモモンガ Hylopetes alboniger
    - バベルクサビオモモンガ Hylopetes baberi
    - バーテルスクサビオモモンガ Hylopetes bartelsi
    - ハイナンクサビオモモンガ Hylopetes electilis
    - カシミールクサビオモモンガ Hylopetes fimbriatus
    - オレンジクサビオモモンガ Hylopetes lepidus
    - ミンダナオクサビオモモンガ Hylopetes mindanensis
    - クロアシクサビオモモンガ Hylopetes nigripes
    - （シロミミ）クサビオモモンガ Hylopetes phayrei
    - ホオジロクサビオモモンガ Hylopetes platyurus

  - ハネオモモンガ属 Petinomys
    - バシランハネオモモンガ Petinomys crinitus
    - インドハネオモモンガ Petinomys fuscocapillus
    - ヒゲハネオモモンガ Petinomys genibarbis
    - ハーゲンハネオモモンガ Petinomys hageni
    - ジャワハネオモモンガ Petinomys sagitta
    - シロハラハネオモモンガ Petinomys setosus
    - フォルデルマンハネオモモンガ Petinomys vordermanni

  - ミミゲモモンガ属 Trogopterus
    - ミミゲモモンガ Trogopterus xanthipes

  - ケムリモモンガ属 Pteromyscus
    - ケムリモモンガ Pteromyscus pulverulentus
    - コビトモモンガ Petaurillus emiliae

  - コビトモモンガ属 Petaurillus
    - ホースコビトモモンガ Petaurillus hosei
    - マレーコビトモモンガ Petaurillus kinlochii

## 「モモンガ」の名の由来
モモンガは、平安時代にはムササビと区別されておらず、「モミ」または「ムササビ」と呼ばれていた（『和名類聚抄』巻十八）。この内の「モミ」が転じて「モモ」となり、江戸時代に「モモングァ（漢字の当て字は『摸摸具和』）」という語形が生まれ、「モモングァー」「モモンガー」を経て、最終的に「モモンガ」になったと推測されている。ちなみに、「モミ」から変化した「モモ」や「モマ」は今も各地に方言語形として残っているが、モモンガの意味で使用する地域は少なく、多くはムササビや化け物の意味で使用されている。
漢字による表記では前述の「摸摸具和」以外に中国語風の「鼯鼠」が用いられることがあるが、中国語の鼯鼠とはモモンガ亜科の総称であり､ムササビ(白頬鼯鼠)も含む。
本州では妖怪扱いされていた時代もあり、子供を脅かすときや、誰かの悪口を言ったりするときに、「ももんがあ」ということがある。
北海道のアイヌ民族に伝わる子守唄が鳴き声に似ていることから、エゾモモンガはアイヌの人々からアッカムイ（子守する神）やイフンケカムイ（子守唄の神）として知られていたという。

## 類似の動物
古来日本ではモモンガ、ムササビの類は齧歯目リス科の動物として知られた。ムササビとの相違点については「ムササビ#モモンガとの相違点」を参照。
タイリクモモンガ、アメリカモモンガなどがペットとして日本でも愛玩されていたが、近年タイリクモモンガは飼育禁止、アメリカモモンガは輸入規制対象となり、一般から縁遠くなったと言える。
一方、これまた日本でペットとして愛玩されているフクロモモンガは有袋目であり、メスは腹部に育児嚢を持つ。このことがフクロモモンガと言われる所以である。フクロモモンガについては、収斂進化を参考にすると理解が深まる。

## 人獣共通感染症
2005年4月に輸入アメリカモモンガ由来の感染により、静岡市内の動物取り扱い業者の従業員2名がレプトスピラ症を発病した。輸入した108頭は、炭酸ガスで安楽殺後、焼却された。患者は高熱と血尿の症状があり多臓器不全の症状を発症していた。